# Organisme de placement collectif en valeurs mobilières
 (juillet 2020).
Un organisme de placement collectif en valeurs mobilières (OPCVM) est un portefeuille dont les fonds investis sont placés en valeurs mobilières ou autres instruments financiers.

## Différentes catégories
L'Autorité des marchés financiers française distingue les six familles d'OPCVM généraux suivantes :
- les OPCVM monétaires ;
- les OPCVM obligataires ;
- les OPCVM actions ;
- les OPCVM de fonds alternatifs ;
- les OPCVM de fonds à formule ;
- les OPCVM diversifiés.

Cette classification est établie sur la base de la nature des fonds gérés. Par exemple, un OPCVM actions est composé d'au moins 60 % d'actions.
Aux côtés de ces OPCVM, figurent d'autres OPCVM dits « à régime particulier » qui ne respectent pas certaines réglementations telles que la répartition des risques. Il existe ainsi les OPCVM à règles d’investissement allégées (ARIA) et les OPCVM contractuels. Enfin, il existe aussi les trackers qui ont l'appellation juridique d'OPCVM indiciels cotés.

## Nature juridique
Les OPCVM de droit français sont des organismes dont l'activité consiste à investir sur les marchés l'épargne collectée auprès de leurs porteurs de parts. Ils doivent recevoir un agrément préalable en général, ou a posteriori dans certains cas, de l'Autorité des marchés financiers (AMF).
Depuis l'entrée en vigueur de la directive AIFM, le terme OPCVM ne s'applique plus que pour les fonds conformes à la directive européenne. Les autres fonds sont appelés fonds d'investissement alternatif (FIA).
À l'actif de l'OPCVM figurent les instruments financiers qu'il détient. Au passif de l'OPCVM figurent les capitaux apportés par les souscriptions des porteurs.
Derrière le terme OPCVM, se trouvent deux grandes familles de produits : 
- Les SICAV (sociétés d’investissement à capital variable). Ce sont des sociétés anonymes, avec un conseil d'administration, des assemblées générales, ayant ainsi une vie sociale, et l'investisseur en est actionnaire.
- Les FCP (fonds communs de placement) et leurs déclinaisons spécialisées : FCPI, FCPR, FCPE, FCIMT… Ces FCP, en revanche, n'ont pas de personnalité morale. Ils sont créés à l'initiative d'une société de gestion et d'une banque dépositaire. L'investisseur en achetant des parts devient membre d'une copropriété de valeurs mobilières mais ne dispose d'aucun droit de vote.

Si un FCP est toujours géré par une société de gestion de portefeuille, la gestion des SICAV est en général déléguée à une société de gestion de portefeuille, appelée société de gestion. Si la gestion n'est pas déléguée, la SICAV elle-même est sujette aux règles des sociétés de gestion de portefeuille. En France, il existe plus de 600 sociétés de gestion agréées par l'AMF.
Les OPCVM peuvent être fusionnés entre eux. Cela nécessite d'informer l'autorité de marché du pays où ils sont enregistrés (AMF en France). 
La documentation règlementaire d'un OPCVM est composée de trois documents : le document d'information clé pour l'investisseur, le prospectus et le règlement ou les statuts de l'OPCVM. Le prospectus indique notamment la nature des instruments financiers dans lesquels l'OPCVM peut être investi, une indication sur le risque financier des investissements, et le nom de la banque dépositaire. Le prospectus apporte un complément d'information sur les modalités de fonctionnement et les caractéristiques du produit pour les investisseurs. Le document d'information clé pour l'investisseur doit être remis préalablement à toute souscription.
Au cours de la vie de l'OPCVM, le prospectus peut être modifié. Cette modification peut faire l'objet d'une information aux porteurs ou aux actionnaires.
La banque dépositaire est garante de la réalité des actifs, de l'égalité de traitement des porteurs de parts et de la  conformité de la gestion.

## Prix d'un OPCVM
Au cours de la vie d'un OPCVM, il doit être possible d'effectuer des souscriptions (c'est-à-dire achat d'une part ou d'une action) et des rachats (c'est-à-dire vente d'une part ou d'une action). Les souscriptions et les rachats se font sur la base d'un prix unique appelé valeur liquidative ou VL. 
La valeur liquidative est obtenue en divisant la valeur globale de l'actif net de l'OPCVM par le nombre de parts ou d'actions. Elle est calculée et publiée à fréquence prédéfinie par le prospectus ou les textes et régulière. Cette périodicité peut être modifiée. Lorsque l'actif du FCP ou de la SICAV dépasse 80 millions d'euros, elle devient quotidienne. Exceptionnellement, les rachats peuvent être suspendus. Par ailleurs, certains OPCVM limitent les souscriptions (loi de sécurité financière).
La publication de la valeur liquidative est une responsabilité de la société de gestion. Le contrôle de cette valeur liquidative est la responsabilité de la banque dépositaire.